# Giorgio Zancanaro
Giorgio Zancanaro (ur. 9 maja 1939 w Weronie) – włoski śpiewak operowy, baryton.
Debiutował w 1982 roku Metropolitan Opera jako Renato w Balu maskowym Verdiego, uznany za jedną z jego najlepszych ról.